# DISCO – Europäisches Wörterbuch der Fertigkeiten und Kompetenzen
 DISCO – European Dictionary of Skills and Competences bzw. das Europäische Wörterbuch für Fertigkeiten und Kompetenzen  ist ein standardisiertes Vokabular zur Beschreibung von Fertigkeiten und Fähigkeiten für unterschiedliche Anwendungen und Zwecke, wie z. B. im Arbeitsmarkt, bei der  Aus- und Weiterbildung oder im Zusammenhang mit der Anerkennung von beruflichen Qualifikationen.
DISCO ist ein Thesaurus, der auf internationalen Standards und Klassifikationen beruht. Er ist geeignet für die Formulierung von  Lebensläufen, Stellenanzeigen,  Beschreibung von Lehrplänen, Darstellung von Kursen oder Formulieren von  Zeugnissen. DISCO unterstützt eine internationale Vergleichbarkeit von Kompetenzen in den europäischen Ländern CZ, DE, EN, ES, FR, HU, IT, LT, SE, SK.

## Entwicklung
DISCO wird von der Europäischen Kommission (Leonardo) und dem Österreichischen Bundesministerium für Bildung, Kunst und Kultur gefördert und gemeinsam mit Partnern aus Österreich, Belgien, Deutschland, Frankreich, Italien, Litauen, Schweden, der Slowakei, Spanien, der Tschechischen Republik und Ungarn realisiert. DISCO gliedert sich ein Projekt von September 2004 bis Februar 2008 und ein zweites von November 2010 bis voraussichtlich Oktober 2012.
Disco I
- Mehrsprachiger Thesaurus, (CZ, DE, EN, FR, HU, LT, SE)
- Mehrsprachige Website (www.disco-tools.eu) für den praktischen Gebrauch des Thesaurus
- Muster für die Erstellung und Übersetzung von Kompetenzprofilen, Europass-Lebensläufen und Mobilitätspässen
- Dreisprachige Printversion

Der Thesaurus listet rund 10.000 Begriffe auf, davon ca. 7.000 Vorzugsbegriffe und rund 3.000 Synonyme pro Sprachversion. Verwandte Begriffe werden gegebenenfalls eingesetzt.
DISCO wurde in Übereinstimmung mit  bereits bestehenden Klassifikationen aus den Ländern der Projektpartner sowie mit internationalen Standards entwickelt:
- AMS-Qualifikationsklassifikation (AT)
- Kompetenzenkatalog (DE)
- Répertoire Opérationnel des Métiers et des Emplois – ROME (FR)
- Taxonomy database of Arbetsförmedlingen (SE)
- ISCED 1997 (International Standard Classification of Education)

Disco II
Zwischen November 2010 und Oktober 2012 wurde die Terminologie im Projekt DISCO II, dem Nachfolgeprojekt von DISCO I, erweitert. Im Rahmen von DISCO II sind vor allem Zeugniserläuterungen und andere nationale Beschreibungen von Berufsprofilen betrachtet worden. Ziel war, vergleichbare Kompetenzbeschreibungen für die Gebrauchspraxis in den Bereiche Gesundheit, IT, Umwelt und Soziales zur Verfügung zu stellen.
Auf europäischer Ebene wird im Rahmen der derzeitigen ESCO (European Skills/Competences, qualifications and Occupations) – einer mehrsprachigen Klassifikation, mit der für den Arbeitsmarkt und die Bildung der EU relevante Fähigkeiten, Kompetenzen, Qualifikationen und Berufe identifiziert und kategorisiert werden können – DISCO als eine Quelle verwendet. Das ESCO-Projekt hat das Ziel, den EU-Mitgliedsstaaten eine gemeinsame „Sprache“ bzw. eine kompatible Taxonomie für unterschiedliche Zwecke und Probleme an die Hand zu geben.
DISCO wird ebenfalls in Projekten wie YOMTOOL (Youth on the Move Toolkit – zur Unterstützung vor allem der beruflichen Mobilität von Jugendlichen) oder Skillsbank, ein an ECVET orientierter Toolkit, der die Berufsberatung und individuelle Weiterbildung unterstützen soll, genutzt.
Disco kann auch national verwendet werden z. B. für Online-Glossare.